# داسو ميراج 2000
ميراج 2000 (بالإنجليزية Dassault Mirage 2000) طائرة مقاتلة فرنسية متعددة المهام. صنعت من قبل داسو افياسيون، وصممت في أواخر السبعينات كمقاتلة خفيفة لصالح القوات الجوية الفرنسية. نجحت الطائرة ميراج 2000 في دورها كمقاتلة متعددة المهام وهي الآن تخدم في 8 دول، وصنع منها أكثر 600 قطعة.

## التاريخ
طورت الميراج 2000 عن طريق شركة داسو افياسيون للصناعات الجوية لصالح القوات الجوية الفرنسية كبديل لطائرة مستقبلية ذات اجنحة متحركة ولكنها ألغيت عام 1975 لتكاليفها العالية وتعقيدها فقدمت داسو افياسيون الميراج 2000 كبديل لها وكان هذا سيعطى الشركة ميزة تنافسية امام إف-16 فالكون بعد أن استطاعت الأخيرة أن تفوز على الميراج ف-1 في صفقات لصالح أسلحة الجو البلجيكية، الدنماركية، الهولندية والنرويجية.
طارت النسخة الأولية من هذه الطائرة في 10 مارس 1978 أما نسخة الإنتاج الأولى فقد طارت في 20 نوفمبر 1982، ودخلت الطائرة في الخدمة عام 1984.

## التصميم

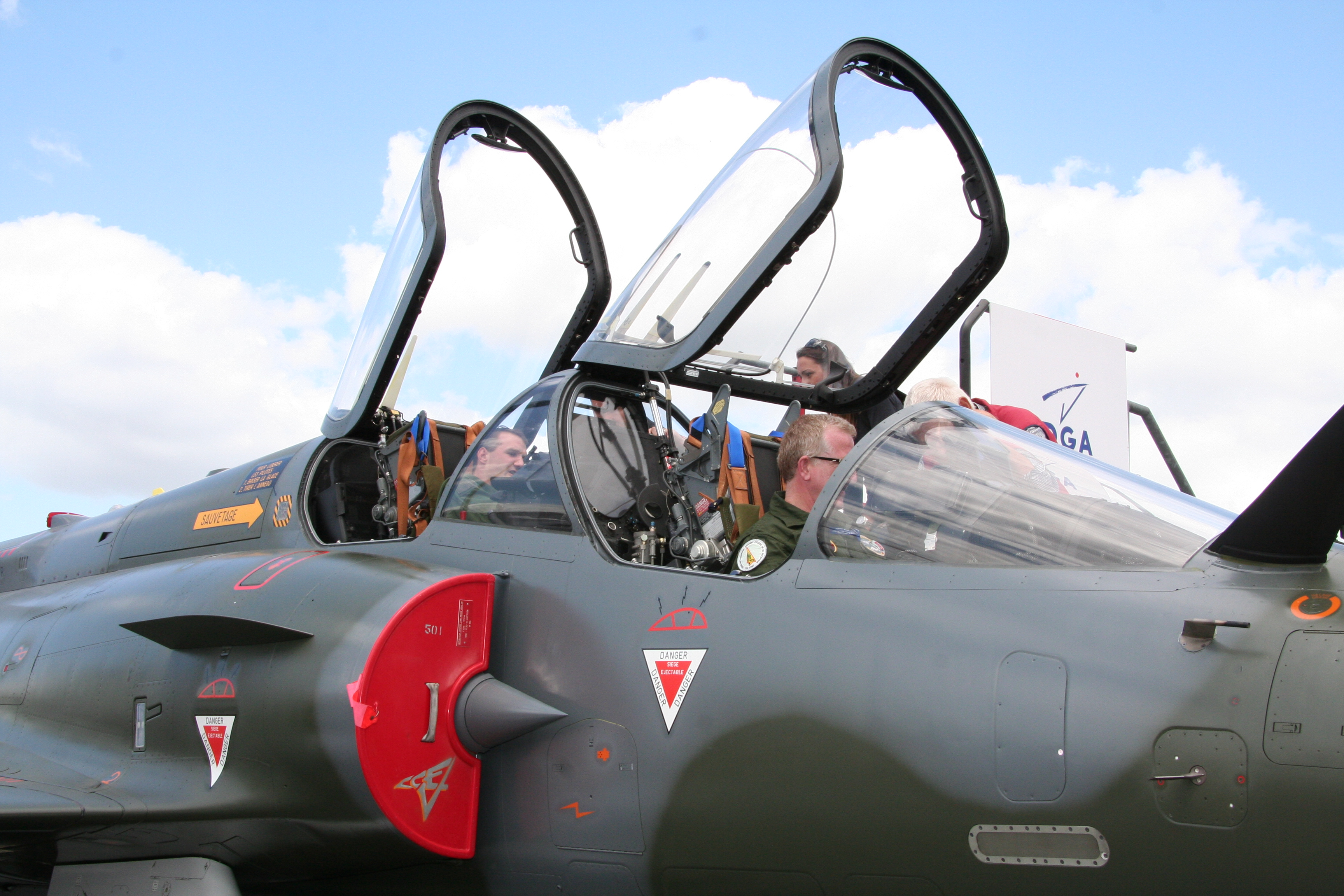
داسو ميراج 2000 - معرض باريس الجوي 2009

باستخدام نظرية الأجنحة على شكل دلتا Δ (جناح دلتا)، الذي استخدم من قبل في الطائرة ميراج الثالثة، صممت داسو افياسيون طائرة جديدة لكن بنفس النظرية، وهذا التصميم ليس مثاليا بالنظر إلى المناورة والطيران على ارتفاعات منخفضة والمسافة المطلوبة للإقلاع والهبوط، لكن له مميزات في الطيران بسرعات عالية، بساطة وسهولة التصنيع والبصمة الرإدارية المنخفضة.
الميراج 2000 ترث من الميراج الثالثة تصميمها. وهو ما يسمى بـ "non-tail delta wing desigh from". مزايا هذا التصميم هو أن الطائرة ستتعرض إلى مقاومة هواء أقل على سرعات أعلى من الصوت. وسيكون تماسك الأجنحة أكثر. وتتمتع بنسبة هيكل إلى وزن أقل. مستوى اهتزازات أقل. ومكان أكبر لخزان الوقود الداخلي. ولكن عيوب ذلك التصميم أن أداء الطائرة على سرعات منخفضة يكون سيئاَ. وذلك مثل الإقلاع والهبوط وهجمات جو- أرض على ارتفاعات منخفضة. وذلك يؤدي إلى أن هذا النوع من الطائرات يحتاج إلى مدرج أطول. وكذلك أداء منخفض في مهمات جو- أرض وبالذات مهمات القصف القريب.
وطائرات الميراج 2000 غير مهيئة للاستخدام على حاملات الطائرات لأن طول المدرج على حاملة الطائرات محدود جداَ. لذا فإن حاملات طائرات البحرية الفرنسية تستخدم مقاتلات الـ F-8 Crusader الأمريكية وفي الوقت الحاضر تملك فرنسا طائرات داسو رافال القادرة على الطيران من على متن حاملات الطائرات.

## المستخدمون

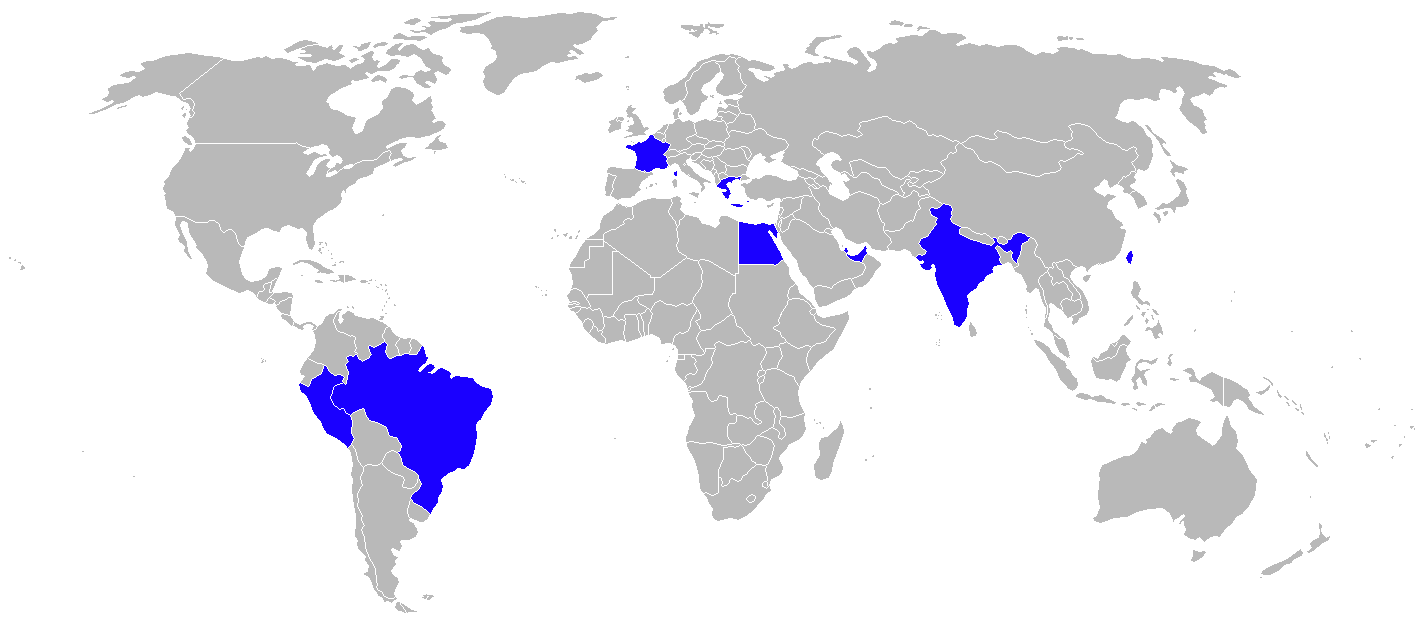
مستخدمون الطائرة ميراج 2000 حول العالم.

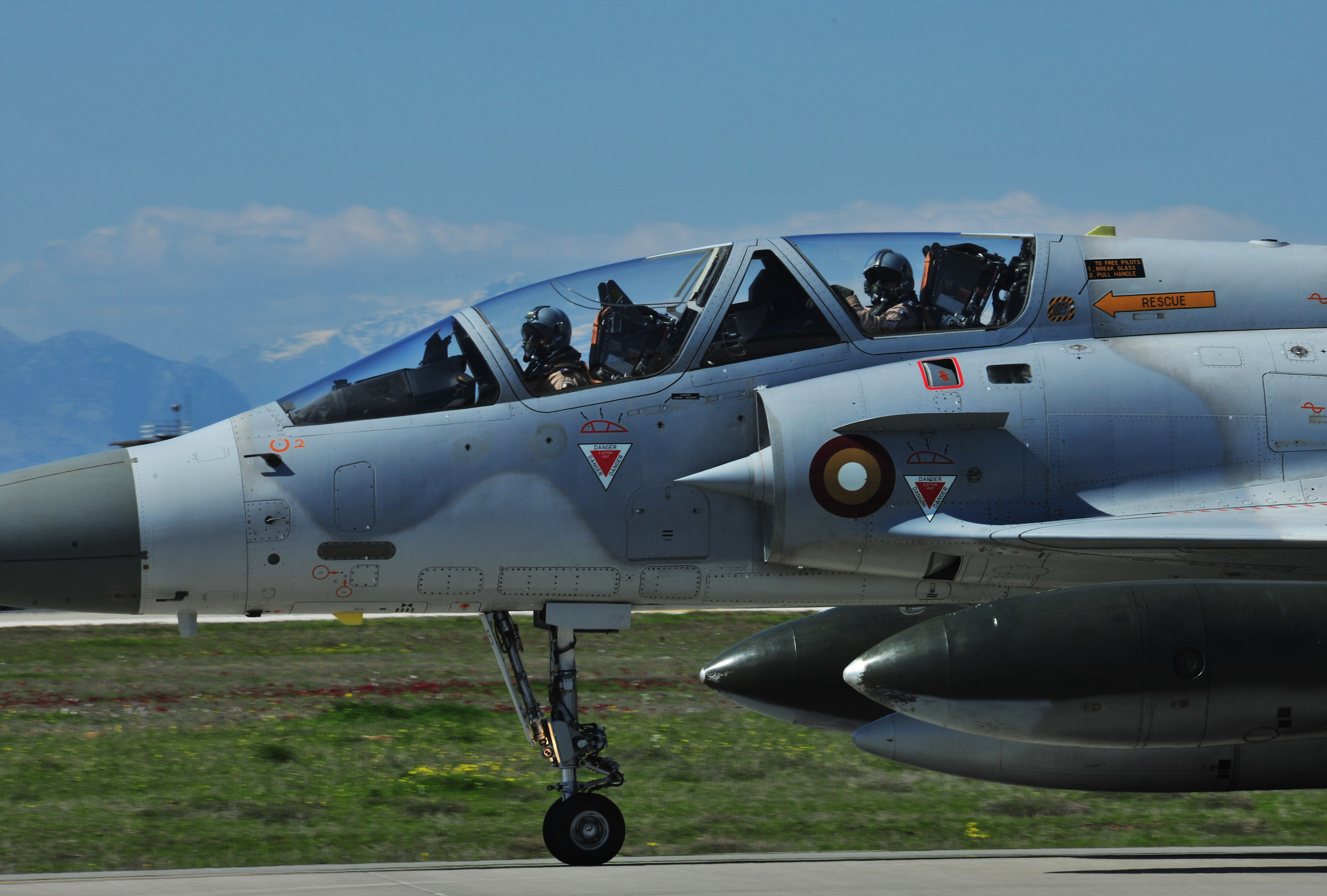
ميراج 2000-5 تتبع سلاح الجو القطري

أنتجت 526 وحدة من الميراج 2000 بكافة أنواعها وهي كالتالى:
 فرنسا: عدد 315.
- 124 ميراج 2000 C بمقعد واحد.
- 30 ميراج 2000 B بمقعدين وهيكل ميراج 2000 C.
- 75 ميراج 2000 N بمقعدين للهجوم النووى.
- 86 ميراج 2000 D بمقعدين للهجوم التقليدى.
- (37 ميراج 2000 C يجرى تطويرها إلى ميراج 2000 5 ف).

 الهند: عدد 69

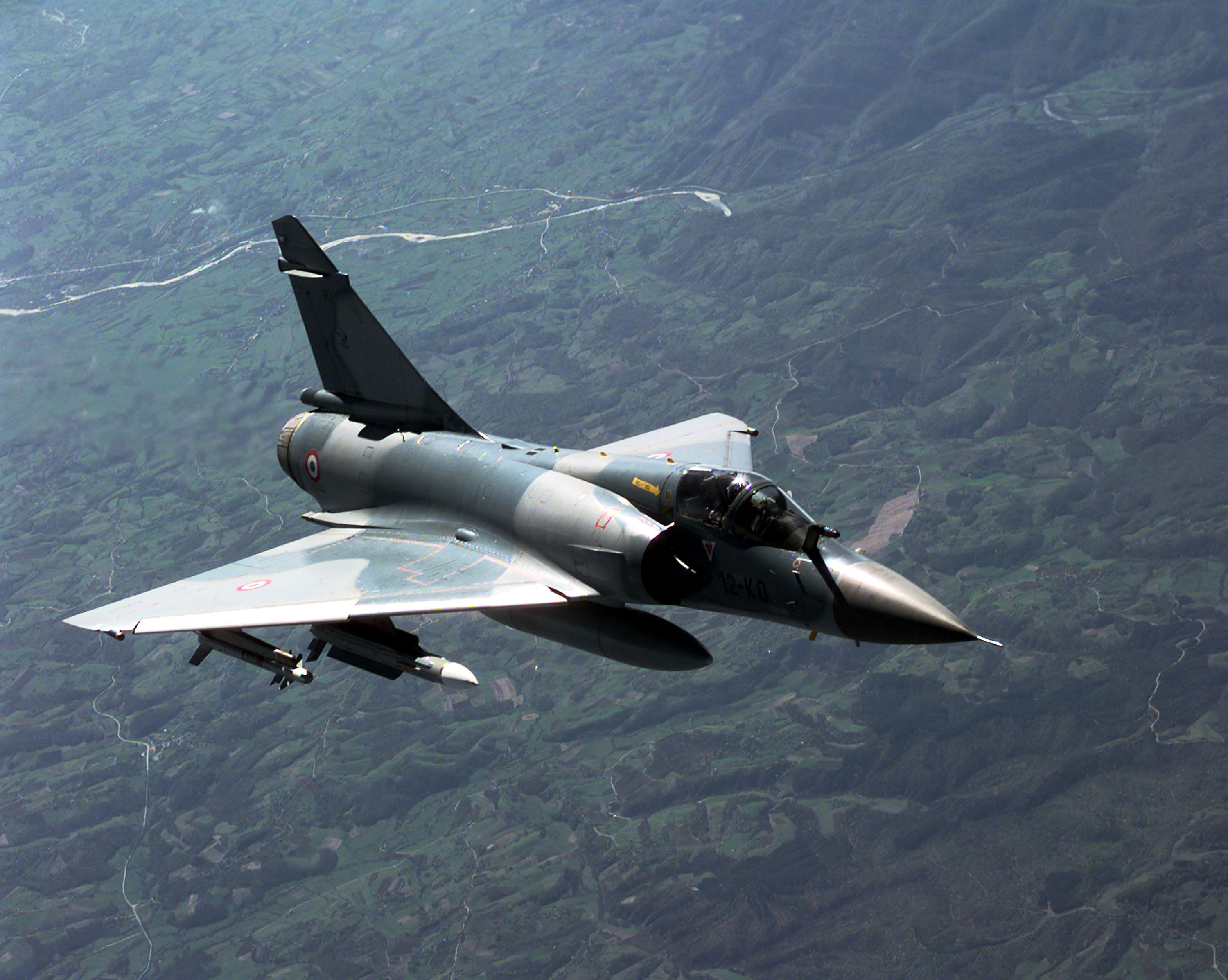
ميراج 2000 C فرنسية

- 52 ميراج 2000 H وهي شبيهة بميراج 2000 C.
- 7 ميراج 2000 TH بمقعدين للتدريب.
- 10 ميراج 2000 D بمقعدين للهجوم التقليدى.

 الإمارات العربية المتحدة: 68
- 22 ميراج 2000 EAD مقعد واحد متعددة المهام.
- 8 ميراج 2000 RAD لمهام الاستطلاع الجوى والتجسس.
- 6 ميراج 2000 DAD بمقعدين للتدريب.
- 20 ميراج 2000-9 بمقعد واحد.
- 12 ميراج 2000-9 D بمقعدين للتدريب.

 تايوان: عدد 60
- 48 ميراج 2000-5 EI مماثلة لميراج 2000-5.
- 12 ميراج 2000-5 DI مماثلة لميراج 2000-5 D.

 اليونان: عدد 55
- 36 ميراج 2000 EG مماثلة لميراج 2000 C.
- 4 ميراج 2000 DG بمقعدين للتدريب.
- 15 ميراج 2000-5 MK2 متعددة المهام.

 مصر: عدد 20
- 16 ميراج 2000 EM مماثلة لميراج 2000 C.
- 4 ميراج 2000 BM بمقعدين للتدريب.

 قطر: عدد 12
- 9 ميراج 2000-5 EDA مقعد واحد.
- 3 ميراج 2000-5 DDA مقعدين للتدريب.

 بيرو: عدد 12
- 10 ميراج 2000 P مقعد واحد متعددة المهام.
- 2 ميراج 2000 DP بمقعدين للتدريب.

 البرازيل : عدد 12
- 10 ميراج 2000 C بمقعد واحد (خارجة من سلاح الجو الفرنسي).
- 2 ميراج 2000 B بمقعدين للتدريب (خارجة من سلاح الجو الفرنسي).

## المواصفات

### الصفات العامة
- الطاقم: 1.
- الطول: 14.36 متر.
- المسافة بين الجناحين: 9.13 متر.
- الارتفاع : 5.30 متر.
- مساحة الأجنحة: 41 متر².
- الوزن فارغة: 7,600 كغم.
- الوزن محملة: 13,800 كغم.
- أقصى وزن محمله: 17,000 كغم.
- المحرك: محرك واحد من النوع (SNECMA M53-P2) يعطيان قوة دفع 95 كيلو نيوتن.

### الأداء
- السرعة القصوى: ماخ 2.2 (2,336 كيلومتر/ساعة).
- المدى: 1,450 كيلومتر.
- أقصى ارتفاع: 18,000 متر.
- معدل الصعود: 285 متر/ثانية.
  - تصعد إلى 9,700 متر في: 1,75 دقيقة.
  - تصعد إلى 15,000 متر في: 4 دقيقة.
- الحمل على الأجنحة: 337 كغم/متر².
- النسبة دفع-وزن: 0.91.
- معدل الدوران:
  - على مقياس 5 جذب أرضى: 12°/ثانية.
  - على مقياس 9 جذب أرضى: 24°/ثانية.
- تحمل الجذب الأرضى:
  - المعتاد: 9 جذب أرضى.
  - فوق المعتاد: 11 جذب أرضى.
  - الأقصى: 13,5 جذب أرضى.

### التسليح
- مدفعين 30 مم.
- 4 صواريخ جو-جو من نوعى (Magic II) و (Super 530D) أو 4 من نوع (MBDA MICA).
- 9 نقاط تعليق 4 اسفل الجناحين 5 اسفل الجسد

## أفلام
ظهرت طرازات مختلفة من الطائرة ميراج 2000 في الفيلم الفرنسي «فرسان السماء» (Les Chevaliers du Ciel). وهو فيلم إنتاج عام 2005، وأنتج منه فيلم آخر ناطق باللغة الإنجليزية اسمه «مقاتلون السماء» (Sky Fighters).

## وصلات خارجية
- الموقع الرسمى للطائرة ميراج 2000.
- صفحة الطائرة على موقع globalsecurity.org.
- معلومات عن الفيلم الفرنسي "Chevaliers du ciel, Les".